# Central Park (serie animata)
Central Park è una sitcom animata statunitense del 2020, creata da Loren Bouchard, Nora Smith e Josh Gad.
La serie viene pubblicata negli Stati Uniti su Apple TV+ dal 29 maggio 2020 al 18 novembre 2022.

## Trama
Narrata con la consapevolezza della quarta parete e in stile musical, la serie racconta la storia della famiglia Tillerman – Hunter che vive nel castello di Edendale a Central Park. Il parco è gestito dal patriarca Owen che è sposato con sua moglie Paige, una giornalista. I due hanno anche una figlia di nome Molly, che ama disegnare fumetti con se stessa e il ragazzo per cui ha una cotta, e un figlio chiamato Cole, un giovane ragazzo emotivo che ama gli animali. Le loro vite cambiano quando un'anziana ereditiera e imprenditrice di nome Bitsy Brandenham e la sua assistente Helen, costantemente maltrattata, pianificano di acquistare tutta la terra di Central Park per trasformarla in uno spazio di condomini, negozi e ristoranti.

## Episodi
| Stagione         | Episodi | Pubblicazione USA | Pubblicazione Italia |
| ---------------- | ------- | ----------------- | -------------------- |
| Prima stagione   | 10      | 2020              | 2020                 |
| Seconda stagione | 16      | 2021-2022         | 2021-2022            |
| Terza stagione   | 13      | 2022              | 2022                 |

## Personaggi e doppiatori

### Personaggi principali
- Molly Tillerman, voce originale di Kristen Bell (st. 1) e Emmy Raver-Lampman (st. 2-3), italiana di Margherita De Risi.
- Cole Tillerman, voce originale di Tituss Burgess, italiana di Gabriele Patriarca.
- Helen, voce originale di Daveed Diggs, italiana di Andrea Mete.
- Birdie, voce originale di Josh Gad, italiana di Gabriele Lopez.
- Paige Hunter, voce originale di Kathryn Hahn, italiana di Mattea Serpelloni.
- Owen Tillerman, voce originale di Leslie Odom Jr., italiana di Gianluca Crisafi.
- Bitsy Brandenham, voce originale di Stanley Tucci, italiana di Gerolamo Alchieri.

### Personaggi ricorrenti
- Whitney Whitebottom, voce originale di H. Jon Benjamin, italiana di Francesco Prando.
- Elwood, voce originale di Rory O'Malley, italiana di Daniele Giuliani.
- Marvin, voce originale di Tony Shalhoub, italiana di Enrico Di Troia.
- Ambrose Brandenham, voce originale di Edward Asner, italiana di Giorgio Lopez.

### Personaggi secondari
- Jimmy, voce originale di James Adomian, italiana di Fabrizio Pucci.
- Danny, voce originale di Ron Funches, italiana di Alessandro Quarta.

## Produzione
La serie è stata sviluppata dalla 20th Television e originariamente ideata per la Fox Broadcasting Company, che aveva cercato di sviluppare anche altre serie animate. La Walt Disney Company ha successivamente annunciato la sua intenzione di acquisire la 21st Century Fox, la società madre della 20th Century Fox Television, con l'esclusione della rete Fox. Dopo la decisione della Fox di lasciare sospeso il progetto di Central Park, la 20th Century Fox Television, che stava per cambiare proprietà, ha acquisito la serie, scatenando un'accesa guerra di offerte tra Apple, Netflix e Hulu. Il 12 marzo 2018, Apple ha annunciato di aver ordinato la produzione di due stagioni composte da ventisei episodi in totale.